# Sten Stensen
Sten Einar Stensen (Drammen, 18 december 1947) is een voormalig Noors langebaanschaatser.
Sten Stensen werd samen met Kay Arne Stenshjemmet, Amund Sjøbrend en Jan Egil Storholt "de vier S'en uit Noorwegen" genoemd vanwege de beginletter van hun achternaam.
Midden jaren 70 maakte Stensen furore op de ijsbanen door drie internationale titels te winnen.Tijdens de Olympische Winterspelen in het Japanse Sapporo in 1972 won hij tweemaal brons op de 5000 meter en de 10.000 meter. Tijdens de WK Allround van 1973 in Deventer werd hij tweede achter de Zweed Göran Claeson. In 1974 won hij het WK Allround in Inzell. Een jaar later schreef de Noor in Heerenveen ook de Europese allroundtitel op zijn naam.
Bij de Olympische Winterspelen van 1976 in Innsbruck verbeterde hij zijn podiumplaatsen van vier jaar daarvoor. Op de 10.000 meter veroverde hij het zilver achter Piet Kleine en op de 5000 meter waren de rollen omgedraaid en stond Stensen op de hoogste trede met Piet Kleine op de tweede plaats. In datzelfde jaar werd hij tweede tijdens het WK Allround in Heerenveen, wederom achter Piet Kleine. Hij behaalde ook een tweede plaats tijdens het EK Allround van 1976 in Oslo waar het gehele podium werd bezet door de Noorse heren. De eerste plaats werd behaald door landgenoot Kay Arne Stenshjemmet en derde werd Jan Egil Storholt. In 1977 behaalde hij nog een derde plaats op het WK Allround achter zijn landgenoot Storholt en de winnaar, de Amerikaan Eric Heiden die daar zijn eerste wereldtitel behaalde. In 1978 werd Stensen tweede tijdens het Europees Kampioenschap allround achter de Rus Sergej Martsjoek.

## Records

### Persoonlijke records
| Afstand      | Tijd     | Datum            | Baan      |
| ------------ | -------- | ---------------- | --------- |
| 500 meter    | 39,03    | 19 maart 1977    | Medeo     |
| 1000 meter   | 1.23,44  | 7 januari 1973   | Kongsberg |
| 1500 meter   | 1.58,72  | 21 maart 1976    | Medeo     |
| 3000 meter   | 4.13,6   | 17 december 1977 | Hamar     |
| 5000 meter   | 7.05,04  | 19 maart 1977    | Medeo     |
| 10.000 meter | 14.38,08 | 21 maart 1976    | Medeo     |

### Wereldrecords
| Nr. | Afstand      | Tijd     | Datum           | Baan  |
| --- | ------------ | -------- | --------------- | ----- |
| 1.  | 10.000 meter | 14.50,31 | 25 januari 1976 | Oslo  |
| 2.  | 10.000 meter | 14.38,08 | 21 maart 1976   | Medeo |

#### Wereldrecords laaglandbaan (officieus)
| Nr. | Afstand      | Tijd     | Datum            | Baan       |
| --- | ------------ | -------- | ---------------- | ---------- |
| 1.  | 5000 meter   | 7.16,90  | 18 januari 1976  | Elverum    |
| 2.  | 5000 meter   | 7.15,76  | 24 januari 1976  | Oslo       |
| 3.  | 10.000 meter | 14.50,31 | 25 januari 1976  | Oslo       |
| 4.  | 10.000 meter | 14.48,75 | 12 februari 1977 | Heerenveen |

## Resultaten
| Jaar | EK Allround | Olympische Spelen | WK Allround |
| ---- | ----------- | ----------------- | ----------- |
| 1969 | NC21        |                   | -           |
| 1970 | -           |                   | 7e          |
| 1971 | 9e          |                   | 5e          |
| 1972 | 6e          | 5000m · 10.000m   | 4e          |
| 1973 | DQ4         |                   | Zilver      |
| 1974 | 6e          |                   | Goud        |
| 1975 | Goud        |                   | 4e          |
| 1976 | Zilver      | 5000m · 10.000m   | Zilver      |
| 1977 | 4e          |                   | Brons       |
| 1978 | Zilver      |                   | 7e          |

- = geen deelname
DQ4 = gediskwalificeerd op de 4e afstand
NC21 = niet gekwalificeerd voor de laatste afstand, maar wel als 21e geklasseerd in de eindrangschikking

### Medaillespiegel
| Kampioenschap     | Goud | Zilver | Brons |
| ----------------- | ---- | ------ | ----- |
| EK Allround       | 1    | 2      | 0     |
| Olympische Spelen | 1    | 1      | 2     |
| WK Allround       | 1    | 2      | 1     |

1924: Clas Thunberg ·
1928: Ivar Ballangrud ·
1932: Irving Jaffee ·
1936: Ivar Ballangrud ·
1948: Reidar Liaklev ·
1952: Hjalmar Andersen ·
1956: Boris Sjilkov ·
1960: Viktor Kositsjkin ·
1964: Knut Johannesen ·
1968: Fred Anton Maier ·
1972: Ard Schenk ·
1976: Sten Stensen ·
1980: Eric Heiden ·
1984: Tomas Gustafson ·
1988: Tomas Gustafson ·
1992: Geir Karlstad ·
1994: Johann Olav Koss ·
1998: Gianni Romme ·
2002: Jochem Uytdehaage ·
2006: Chad Hedrick ·
2010: Sven Kramer ·
2014: Sven Kramer ·
2018: Sven Kramer ·
2022: Nils van der Poel
Onofficiële Europese kampioenschappen

1891: Onbeslist ·
1892: Onbeslist · 
1946: Göthe Hedlund 

Officiële Europese kampioenschappen

1893: Rudolf Ericson · 
1894: Onbeslist ·
1895: Alfred Næss · 
1896: Julius Seyler · 
1897: Julius Seyler · 
1898: Gustaf Estlander · 
1899: Peder Østlund · 
1900: Peder Østlund · 
1901: Rudolf Gundersen · 
1902: Johan Schwartz · 
1903: Onbeslist ·
1904: Rudolf Gundersen · 
1905: Johan Vikander · 
1906: Rudolf Gundersen · 
1907: Moje Öholm · 
1908: Moje Öholm · 
1909: Oscar Mathisen · 
1910: Nikolaj Stroennikov · 
1911: Nikolaj Stroennikov · 
1912: Oscar Mathisen · 
1913: Vasilij Ippolitov · 
1914: Oscar Mathisen · 
1922: Clas Thunberg · 
1923: Harald Strøm · 
1924: Roald Larsen · 
1925: Otto Polacsek · 
1926: Julius Skutnabb · 
1927: Bernt Evensen · 
1928: Clas Thunberg · 
1929: Ivar Ballangrud · 
1930: Ivar Ballangrud · 
1931: Clas Thunberg · 
1932: Clas Thunberg · 
1933: Ivar Ballangrud · 
1934: Michael Staksrud · 
1935: Karl Wazulek · 
1936: Ivar Ballangrud · 
1937: Michael Staksrud · 
1938: Charles Mathiesen · 
1939: Alfons Bērziņš · 
1947: Åke Seyffarth · 
1948: Reidar Liaklev · 
1949: Sverre Farstad · 
1950: Hjalmar Andersen · 
1951: Hjalmar Andersen · 
1952: Hjalmar Andersen · 
1953: Kees Broekman · 
1954: Boris Sjilkov · 
1955: Sigge Ericsson · 
1956: Jevgeni Grisjin · 
1957: Oleg Gontsjarenko · 
1958: Oleg Gontsjarenko · 
1959: Knut Johannesen · 
1960: Knut Johannesen · 
1961: Viktor Kositsjkin · 
1962: Robert Merkoelov · 
1963: Nils Egil Aaness · 
1964: Ants Antson · 
1965: Eduard Matoesevitsj · 
1966: Ard Schenk · 
1967: Kees Verkerk · 
1968: Fred Anton Maier · 
1969: Dag Fornæss · 
1970: Ard Schenk · 
1971: Dag Fornæss · 
1972: Ard Schenk · 
1973: Göran Claeson · 
1974: Göran Claeson · 
1975: Sten Stensen · 
1976: Kay Arne Stenshjemmet · 
1977: Jan Egil Storholt · 
1978: Sergej Martsjoek · 
1979: Jan Egil Storholt · 
1980: Kay Arne Stenshjemmet · 
1981: Amund Sjøbrend · 
1982: Tomas Gustafson · 
1983: Hilbert van der Duim · 
1984: Hilbert van der Duim · 
1985: Hein Vergeer · 
1986: Hein Vergeer · 
1987: Nikolaj Goeljajev · 
1988: Tomas Gustafson · 
1989: Leo Visser · 
1990: Bart Veldkamp · 
1991: Johann Olav Koss · 
1992: Falko Zandstra · 
1993: Falko Zandstra · 
1994: Rintje Ritsma · 
1995: Rintje Ritsma · 
1996: Rintje Ritsma · 
1997: Ids Postma · 
1998: Rintje Ritsma · 
1999: Rintje Ritsma · 
2000: Rintje Ritsma · 
2001: Dmitri Sjepel · 
2002: Jochem Uytdehaage · 
2003: Gianni Romme · 
2004: Mark Tuitert · 
2005: Jochem Uytdehaage · 
2006: Enrico Fabris · 
2007: Sven Kramer · 
2008: Sven Kramer · 
2009: Sven Kramer · 
2010: Sven Kramer · 
2011: Ivan Skobrev · 
2012: Sven Kramer · 
2013: Sven Kramer · 
2014: Jan Blokhuijsen · 
2015: Sven Kramer · 
2016: Sven Kramer · 
2017: Sven Kramer · 
2019: Sven Kramer · 
2021: Patrick Roest · 
2023: Patrick Roest · 
2025: Sander Eitrem